# Религия в Азербайджан
Религията в Азербайджан е отделена от държавата и е представена от съвкупността от различни религиозни течения и религии, разпространени сред етнически групи, населяващи страната и пребиваващи на територията на Азербайджан. Според действащата Конституция, Азербайджан е светска държава. Голяма част от населението на Азербайджан изповядва шиитски ислям.

## Законодателна база
- Член 1, глава I от закона на Република Азербайджан „За свободата на вероизповеданията“ гласи: „Всеки сам определя своето отношение към религията, има право самостоятелно или заедно с други да изповядва всяка религия, да изразява и разпространява своите убеждения във връзка с отношението си към религията.“[1]
- Съгласно член 18, глава II на Конституцията на Република Азербайджан: „В Република Азербайджан религията е отделена от държавата. Всички вероизповедания са равни пред закона. Забранено е разпространението и пропагандата на религии, унизяващи личността и противоречащи на принципите на човечеството. Държавната система на образование носи светски характер.“[2]
- Член 48, глава III от Конституцията на Република Азербайджан определя: „Всеки има право свободно да определи своето отношение към религията, самостоятелно или съвместно с други да изповядва всяка религия или да не изповядва никаква религия, да изразява и разпространява своите убеждения, свързани с отношението си към религията.“

## История на религиите

### Зороастризъм
Произходът на зороастризма в Азербайджан се отнася към първото хилядолетие преди н.е. Зороастризмът най-малко хиляда години остава доминираща религия в Азербайджан. Според една от версиите името „Азербайджан“ се превежда като „Земята на Вечния огън“, който, както се твърди, има пряка връзка със зороастризма и огнепоклонничеството.
Днес религията, културата и традициите на зороастризма са разпространени в Азербайджан. Така например един от празниците – Норуз Байрам, произлиза от зороастризма. Традицията за прескачане на огъня, която е много популярна по време на Норуз сред децата и младите хора, също се свързва с огнепоклонничеството. Следи от зороастризма все още може да се открият в село Хиналиг и храма Атешгях.

## Религиозни вероизповедания

### Ислям
Ислямът е основната религия в Азербайджан по данни на изследователския център Pew Research от 2009 г. Близо 99,2 % от населението на страната е мюсюлманско. Абсолютното мнозинство от населението на Азербайджан принадлежи към шиитския клон на исляма (джафаритски мазхаб), малка част – към сунитския (основно ханафитски мазхаб). Приблизително 85% от мюсюлманското население на Азербайджан са шиити, а 15% са сунити.
Духовното управление на мюсюлманите в Закавказието, учредено от Сталин през 1943 г., обединява не само мюсюлманите от Азербайджан, но и от целия закавказкия регион. Резиденцията на Управлението се намира в Баку. Начело е новоизбраният през 1980 г. Шейх ул ислям Паджи Аллахшукюр Пашазаде. След като Азербайджан получава независимост, тази структура е преименувана на Управление на мюсюлманите от Кавказ.
През 2011 г. в страната действат 1802 джамии, като 75 от тях са в Ленкоран и 120 – в съседния Масалински район.

### Юдаизъм
В Азербайджан функционират три еврейски общности:
- планинските евреи, живеещи предимно в Губа (селището Красная Слобода) и Баку;
- евреите ашкенази (европейски евреи), с основни места Баку и Сумгаит;
- грузинските евреи, които са концентрирани предимно в Баку.

Еврейската общност е една от най-активните и влиятелни религиозни общности в Азербайджан. По-специално в републиката са създадени и активно работят еврейската агенция „Сохнут“, комитети за защита и опазване на еврейските традиции – „Джойнт“ и „Ваад-Л-Хетзола“, религиозни училища йешиви, Културен център на еврейската общност, женски клуб „Ева“, благотворително общество „Хесед-Хершон“, младежките клубове „Алеф“, „Килел“, видеоклуб „Мишпаха“, издават се вестниците „Аз-Из“, „Башня“ и „Амишав“.
В столицата на Азербайджан, както и в градовете Губа и Огуз, функционират 6 синагоги. Синагогата, открита на 9 март 2003 г. в Баку, е една от най-големите в Европа. През септември 2003 г. в Баку е открито първото еврейско училище.
Селището Красная Слобода, разположено в Губинския район на Азербайджан, е единственото място за компактен живот на евреите в цялото постсъветско пространство. В селото има три синагоги и миква, която служи като място на изпълнение на ритуали.
Авигдор Либерман на среща с Илхам Алиев посочва, че връзката на двата народа и държави могат да служат като пример за мирно съвместно съществуване на мюсюлмани и евреи.

### Християнство
По данни от изследвания на международната благотворителна християнска организация „Open Doors“ за 2013 г., Азербайджан заема 38-о място в списъка на страните, където най-често са потъпквани правата на християните.

#### Православие
Историята на християнството на територията на Азербайджан е на възраст около 2 хиляди години и е неразривно свързана с името на апостол Вартоломей, един от дванадесетте ученици на Исус Христос, който според църковните легенди, първи проповядва по тези земи и приема смъртта за Христа в град Албан (сега град Баку) от ръцете на Астиага, брат на царя на Велика Армения (според друга версия Астиага самият е бил цар на Армения и се отъждествява със Санатрук Арменски), на 71-годишна възраст. В централната част на града, около Девичата кула, се намира паметното място, където според преданията е пролята кръвта на апостола. Това място е почитано от християните и е мястото им на поклонение в продължение на две хилядолетия.
В началото на IV век Велика Армения официално приема християнството като държавна религия. Тогава в този регион се намират две от източните провинции на Армения, Арцах и Утик. С името на внука на Григорий Просветител – Григорис е свързано основаването на първите храмове в Арцах в средата на IV век.
Според преданието, още в началото на I хилядолетие християнството започва да се разпространява в Кавказка Албания, обхващаща тогава само североизточната част на съвременен Азербайджан. През IV век е организирана църквата на Кавказка Албания, когато албанският цар Урнайр е покръстен от просветителя на Велика Армения Григорий. От началото на VIII век църквата на Кавказка Албания окончателно влиза в състава на Арменската апостолическа църква.
Към днешния момент в Република Азербайджан функционират 5 православни църкви, 3 от които (катедралата на Светиите от жените мироносици, катедралата Рождество Богородично и Михаило-Архангелския храм) са в столицата Баку.

#### Католицизъм
Католицизмът в Азербайджан започва да се разпространява в началото на 14 век, благодарение на усилията на многобройните мисии на францисканците, на доминиканците, на ордена на кармелитите, и т.н. През май 1909 г. е положена основата на първия католически храм в Баку – храма на Непорочното зачатие на пресвета Дева Мария. Католическата общност в Баку е официално регистрирана в Министерството на правосъдието на Азербайджан на 2 април 1999 г. През май 2002 г. в живота на католическата църква в Азербайджан се случва важно събитие – официална визита в Баку извършва папа Йоан Павел II. През февруари 2007 г. е завършено строителството на храма на пресвета Дева Мария. През януари 2006 г. в Баку започва работа орденът на Сестрите на милосърдието на Майка Тереза, под чиято непосредствена опека в бакинското село Зих започва да функционира приют за бездомни.

#### Протестантство
Първите протестанти се появяват в Азербайджан в началото на 19 век – това са германски колонисти, изповядващи лутеранството. Първата баптистка църква е създадена в Баку през 1880 г. от бившия молоканин В. В. Иванов-Клишников. В края на 19 и началото на 20 век се формира общността на адвентистите. През годините на съветската власт в Азербайджанска ССР се появяват и общност на петдесятниците.
Понастоящем в Азербайджан живеят до 20 хиляди протестанти. Съюзът на баптистите в Азербайджан обединява 22 общини с 3 хиляди членове. Различните петдесятнически църкви наброяват до 4,4 хиляди души (2010 г.). При това най-голямото петдесятническо обединение е църквата „Слово за живот“ (4 общности, 1,8 хиляди души). По собствени данни на Църква на адвентистите от седмия ден, през 2014 г. тя има в страната 5 общини и повече от 500 членове. В страната също така има лутерани, евангелски християни, последователи на Новоапостолската църква и др.